# رقص فولکلور اسرائیلی

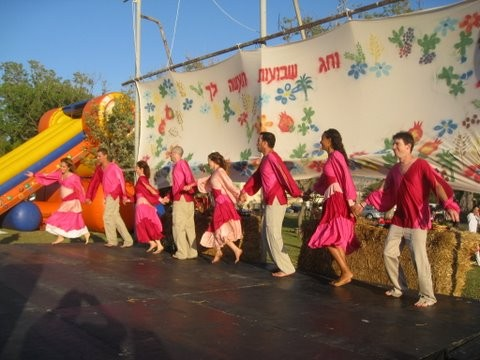
رقص فولکلور در جشن شاووعوت

رقص فولکلور اسرائیلی (عبری: ריקודי עם‎ , rikudei'am, lit. «رقص‌های عامیانه») شکلی از رقص است که معمولاً با آهنگ‌هایی به زبان عبری یا سایر آهنگ‌هایی که در اسرائیل رایج است، در کنار رقص‌هایی که برای آهنگ‌های خاص طراحی شده‌اند، اجرا می‌شود. رقص‌های اسرائیلی رقص‌های دایره‌ای، پارتنر و ردیفی را در بر می‌گیرد. از آنجایی که تقریباً همه رقص‌ها با قصد قبلی طراحی شده‌اند و طراحان رقص شناخته شده و منتسب هستند، اطلاق این رقص‌ها به عنوان «رقص‌های فولکلور» گاهی در بین جامعه همگانی رقص فولکلور بحث‌برانگیز است. روند اخیر رقص‌ها بسیار پیچیده‌تر و «حرفه‌ای‌تر» شده است که این امر منجر شده است تا برخی افراد از اصطلاح جایگزین «رقص شادداشت اسرائیلی» به جای آن استفاده کنند.

## تاریخچه

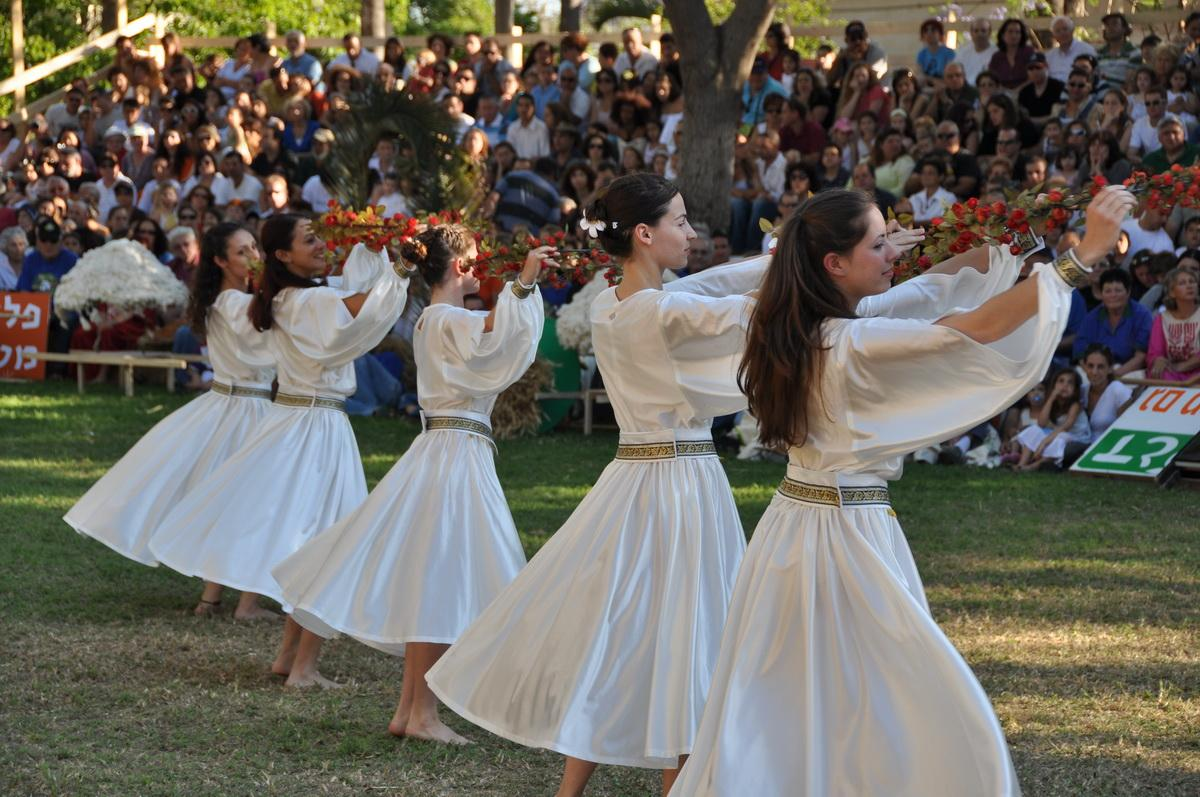
رقص فولکلور اسرائیلی

یهودیان دارای تاریخچه طولانی رقص، در درون و بیرون سرزمین اسرائیل هستند. کتاب مقدس و تلمود به رویدادهای زیادی مرتبط با رقص اشاره دارند و بیش از ۳۰ واژه مختلف رقص در آنها وجود دارد.
در طی دوران آوارگی، رقص مرتبط در هنگام فعالیت‌های عادی ملت در کشور خودش، متوقف شده بود. نیاز به رقص اجتماعی اولین بار میان یهودیان مهاجر اولیه (halutzim) در علیا اول در سال ۱۸۸۲ به وجود آمد و طی علیا دوم (۱۹۱۴–۱۹۰۴) و علیا سوم (۱۹۲۳–۱۹۱۹) تداوم یافت. در طول دوران علیا دوم و سوم، بین سال‌های ۱۹۰۴ تا ۱۹۲۳، یهودیان مهاجر اولیه تنها مبادرت به اجرای رقص‌هایی می‌کردند که هنگام آوارگی و در مناطق غیر از وطن اصلی یادگرفته بودند. رقص‌های فولکلور اسرائیلی به عنوان روشی برای مساعدت در خلق فرهنگ جدید اسرائیلی در سرزمین اسرائیل به وجود آمد که المان‌هایی از سایر فرهنگ‌های رقص را با موسیقی و مضامین اسرائیل مدرن ترکیب می‌کند. بیشتر رقص‌ها می‌توانست توسط افراد مسن و جوانان اجرا شود. برخی دیگر برای اجرای رقص‌های گروهی حرفه‌ای یا نیمه حرفه‌ای ایجاد شدند. رقص فولکلور اسرائیلی یک اقدام شادداشت محبوب در اسرائیل است و به‌طور عمومی در بسیاری از شهرها و شهرک‌ها، به ویژه در سواحل و تفرجگاه‌ها، اجرا می‌شود. با گذشت زمان این رقص در سایر کشورهای جهان پخش شده است.
ریوکا استورمن (Rivka Sturman) که به فلسطین تحت قیمومت بریتانیا مهاجرت کرده بود مشاهده کرد که به خردسالان در مهدکودک آوازهای آلمانی یاد می‌دهند و بی تردید حائز اهمیت بود که آنها آواز و رقصی را یاد بگیرند که بازتاب دهنده فرهنگ کشور خودشان باشد. او به یک سازمان تازه تأسیس پیوست که توسط هیستادروت حمایت مالی می‌شد که خود را وقف ایجاد رقص‌های فولکلور کرد. استورمن که در رقص مدرن دارای تجربه بود، به یکی از فعال‌ترین طراحان رقص فولکلور در کشور تبدیل شد. از سال ۱۹۴۲ تا ۱۹۸۳، او بیش از ۹۰ رقص را طراحی، آموزش و اجرا کرد که بسیاری از آنها به عنوان آثار کلاسیک اسرائیلی در نظر گرفته می‌شوند.
در سال ۱۹۴۴، گرویت کادمن یک نمایش رقص فرست فروتس را برای جشن مذهبی شاووعوت در کیبوتص دالیا برنامه‌ریزی کرد. در همان سال، او اولین جشنواره رقص فولکلور را در کیبوتص ترتیب داد که به یک رویداد همیشگی تبدیل شد.جشنواره رقص کرمیئیل که اولین بار در سال ۱۹۸۷ برگزار شد، بزرگ‌ترین جشن رقص در اسرائیل است که طی سه یا چهار روز و شب با شرکت ۵۰۰۰ رقصنده یا بیشتر از این تعداد، و یک چهارم میلیون تماشاگر در مرکز الجلیل برگزار می‌شود. برگزاری این جشن‌ها که آغاز آن به عنوان یک رویداد رقص فولکلور اسرائیلی بود، اکنون شامل اجراها، کارگاه‌های آموزشی، و جلسه‌های رقص سبک اوپن (open dance) برای انواع فرم‌های رقص و ملیت‌های مختلف است.
همچون بسیاری از انواع رقص فولکلور اروپایی و رقص ردیفی کانتری-غربی در ایالات متحده آمریکا، هر رقص فولکلور اسرائیلی دارای یک رقص‌آرایی ثابت (توالی مراحل) بوده که با یک قطعه خاص از موسیقی رقص انجام می‌شود. طراح رقص یا یوتزر (yotzer) یک قطعه موسیقی را انتخاب می‌کند که به‌طور معمول یکی
از ژانرهای موسیقی اسرائیلی است و مجموعه‌ای از مراحل رقص را برای متناسب‌سازی با آن موزیک سازمند می‌کند. ساختار رقص ممکن است به صورت دایره‌ای، زوجی، سه نفره یا ردیفی کوتاه، و نیز ساختار گروهی/خطی همچون در رقص ردیفی کانتری-غربی، باشد. خود حرکات رقص متنوع هستند، در بسیاری موارد برگرفته از سنت‌های فولکلور رقص غیریهودی و یهودی باستانی است.
علیرغم تغییر زیاد در ارزش‌ها، آرزوها و روش زندگی اسرائیلی‌ها، بسیاری از رقص‌های دهه‌های ۱۹۴۰ و ۱۹۵۰ هنوز پرطرفدار هستند. هرچند برخی از این رقص‌ها دیگر اجرا نمی‌شوند. مشکل است که مشخص کنیم کدام رقص‌ها از بین رفته و دیگر طرفداری ندارند ولی رقص هورا هنوز متداول است. امروزه گروه‌هایی در اسرائیل وجود دارند که وظیفه آنها حفظ رقص فولکلور ، به عنوان نمودی از میراث فرهنگی پان یهودی است. حدود صد هزار نفر از مردم به‌طور مرتب دست‌کم هفته‌ای یکبار و نیز صد هزار نفر دیگر چند مرتبه در سال می‌رقصند.

## گام یمنی
گام یمنی (Tza'ad Temani) حرکت رقصی است که مشتمل بر اجرای سه گام زنجیره‌وار در یک موقعیت بوده که با مکث کوتاهی در گام آخر همراه است («سریع، سریع، آهسته»). گام می تواند به سمت راست، چپ، جلو و عقب باشد‌. 

## هوراه

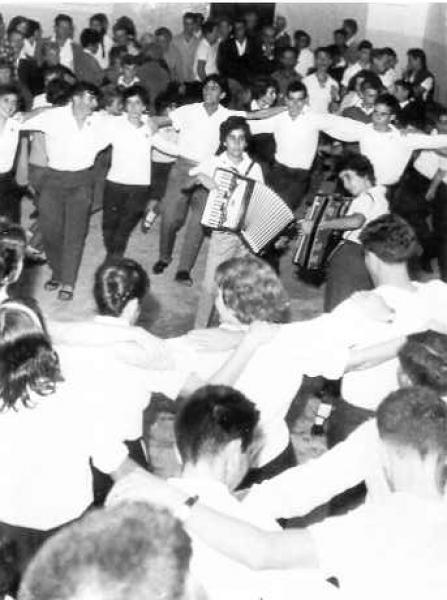
رقص هوراه در یک کیبوتص

هوراه (Horah) یک رقص دایره‌ای رایج در شرق و جنوب شرقی اروپا می‌باشد (با نام‌های هورا، خورو (khoro)، هورو یا اورو نیز شناخته می‌شود) که مربوط به پیش از تأسیس کشور اسرائیل است. این رقص در سال ۱۹۲۴ توسط باروخ آگاداتی در دوره قیمومیت فلسطین مرسوم شد. این رقص به نمادی از رقص فولکلور یهودی و اسرائیلی تبدیل شده است. این رقص را می‌توان با بسیاری از آوازهای فولکلور اسرائیلی و کلزمر و نیز در مدل قدیمی موسیقی هاوا ناگیلا اجرا کرد. این رایج‌ترین رقصی است که در رویدادهای شادی‌بخش دوران زندگی یهودیان همچون عروسی و بر میتصوا و بت میتصوا انجام می‌شود.
در گونه اولیه خود، هوراه با حالت چرخشی و سرعت بسیار زیاد انجام می‌شد. بازوهای هر رقصنده دور شانه‌های کسانی بود که در کنار او قرار داشت و به صورت دایره آنقدر سریع می‌چرخیدند که گاهی رقصنده‌ها از روی زمین جدا شده و به سمت بالا کشیده می‌شدند. رقص اغلب ساعت‌ها ادامه پیدا می‌کرد.